# Lorenzo Staelens
Lorenzo Jules Staelens (Lauwe, 30 april 1964), bijnaam Lorre, is een Belgisch voormalig profvoetballer die tussen 1982 en 2001 actief was. Staelens kwam uit voor onder meer Club Brugge, RSC Anderlecht en het Belgisch voetbalelftal. Staelens won de Gouden Schoen 1999 en werd ook verkozen tot Profvoetballer van het Jaar.
Staelens behaalde vijf Belgische landstitels: vier bij Club Brugge in de jaren 90 en één bij RSC Anderlecht in 2000. Hij begon als libero of middenvelder, maar speelde in de tweede helft van zijn carrière vooral als centrale verdediger. Hij speelde ook 10 jaar voor de Rode Duivels en verzamelde 70 A-caps. Als international nam hij deel aan het WK 1990, WK 1994, WK 1998 en Euro 2000. In 2002 begon hij als voetbaltrainer. Na ontgoochelende passages bij Excelsior Moeskroen en VC Eendracht Aalst 2002 kwam een trainerscarrière echter niet van de grond. In 2008 werd hij assistent-trainer bij Cercle Brugge. In april 2013 volgde Staelens de Nederlander Foeke Booy op als hoofdtrainer.
Van 2001 tot 2002 was hij ook schepen van Sport en Jeugd in Menen. Staelens (Vooruit (SP)) kreeg bij de gemeenteraadsverkiezingen van 2000 meer dan duizend voorkeurstemmen.
Lorenzo Staelens is de vader van Alessio Staelens en peter van zanger en presentator Niels Destadsbader.

## Carrière

### Beginjaren
Lorenzo Staelens sloot zich midden jaren 70 in zijn geboortestreek aan bij voetbalclub White Star Lauwe. Hij doorliep samen met Hein Vanhaezebrouck alle jeugdreeksen van de vierdeklasser en maakte in 1982, op 18-jarige leeftijd, zijn debuut in het eerste elftal van Lauwe. Het was trainer Jacques Stockman die hem zijn eerste speelkansen gunde. Later namen Dirk Degrijze en Gilbert Van Binst het roer over. Staelens werd in geen tijd een vaste waarde bij Lauwe en besloot in 1987 een stap hogerop te zetten.

### KV Kortrijk
Staelens werd in 1987 profvoetballer. Hij trok naar het naburige KV Kortrijk, dat toen in Eerste Klasse uitkwam, en werd er meteen een titularis. Het elftal, dat toen uit namen bestond als Eddy Snelders, Foeke Booy, Patrick Deman, Claude Verspaille en Marc Baecke, kon uit de degradatiezone blijven en groeide uit tot een stevige middenmoter.

### Club Brugge
In 1989 volgde Staelens net als Booy zijn toenmalige trainer Georges Leekens naar Club Brugge. Het werd het begin van een lange en succesvolle periode bij blauw-zwart. Al in zijn eerste seizoen veroverde hij de landstitel, een jaar later volgde de Beker van België. In zijn eerste seizoenen speelde hij nog samen met clubicoon Jan Ceulemans, nadien groeide hijzelf samen met Franky Van der Elst uit tot het uithangbord van de club. De "Lorre", zoals supporters hem noemden, speelde bijna elke wedstrijd.
In 1991/92 loodste trainer Hugo Broos Club Brugge naar de halve finale van de Europacup II. Club Brugge had in de kwartfinale Atlético Madrid uitgeschakeld en mocht het vervolgens opnemen tegen het Duitse Werder Bremen. Het won thuis met 1-0 na een vroege goal, maar verloor in Duitsland met 2-0. Het zou tot en met het seizoen 2023/24 de laatste keer zijn dat Club Brugge de halve finale van een Europees toernooi haalde. Staelens en zijn ploegmaats speelden in 1992 ook kampioen, waardoor ze zich plaatsten voor de eerste editie van de UEFA Champions League.
Staelens was verdedigend ingesteld en soms bikkelhard. Maar hij kon ook infiltreren in het strafschopgebied van de tegenstander en zo regelmatig scoren. In het seizoen 1993/94 versloeg blauw-zwart aartsrivaal RSC Anderlecht met 0-3. Staelens scoorde in die wedstrijd een hattrick en sloot het seizoen uiteindelijk af met 12 doelpunten. Zijn sterke prestatie leverde hem dat jaar ook de trofee voor Profvoetballer van het Jaar op. In het seizoen 1994/95 deed hij nog beter. Hij scoorde 15 doelpunten en werd zo topschutter van het team. Staelens was ook de vaste strafschopnemer van Club.
Ondanks zijn sterke prestaties en de vele prijzen die hij met Club Brugge won, werd hij bij de uitreiking van de Gouden Schoen vaak over het hoofd gezien. In 1993 moest hij zijn meerdere erkennen in de Zweed Pär Zetterberg, een jaar later verloor hij van revelatie Gilles De Bilde. Vooral die laatste nederlaag stelde hem teleur. Staelens was op voorhand uitgeroepen tot topfavoriet, maar werd uiteindelijk achtste in de einduitslag. Hij verliet tijdens de live-show gefrustreerd het publiek en zwoer nooit nog een uitreiking bij te wonen. In 1996 werd hij nog een keer vierde in het referendum.

### RSC Anderlecht
Staelens was 34 jaar en leek op weg om zijn carrière in Brugge af te sluiten toen RSC Anderlecht hem naar Brussel haalde. Staelens had aanvankelijk een nieuw driejarig contract gevraagd aan Club Brugge. Toen de zaak bleef aanslepen, liet Staelens zijn makelaar Louis de Vries een nieuwe club zoeken. De transfervrije Staelens tekende zo bij RSC Anderlecht. Paars-wit, dat aan het seizoen 1997/98 niet veel plezier had beleefd, haalde met Staelens een sleutelfiguur bij een rechtstreekse concurrent weg. De supporters van Club Brugge namen zijn overstap niet in dank aan en bestempelden hem als "(Lorre) verrader".
Het belette hem niet om bij RSC Anderlecht ook een belangrijke pion te worden, hoewel de resultaten aanvankelijk tegenvielen. Onder trainer Arie Haan stond Anderlecht na enkele speeldagen laatste in de competitie. Haan werd aan de deur gezet en Jean Dockx nam het roer over. Anderlecht werd uiteindelijk nog derde en sloot het seizoen af met onder meer een 0-6 zege tegen Standard Luik.
In zijn tweede seizoen, onder trainer Aimé Anthuenis, veroverde Staelens de 25e landstitel van RSC Anderlecht. In de loop van het seizoen had hij ook de Gouden Schoen gekregen. Staelens haalde het voor ploegmaat Jan Koller, maar was niet op de uitreiking aanwezig. Journalist Luk Alloo pikte hem daarom tijdens de live-show met een helikopter op. Staelens werd in allerijl naar Oostende gevlogen om er zijn Gouden Schoen in ontvangst te nemen. Hij is tot op heden de oudste winnaar van de prestigieuze voetbaltrofee.
Door de 25e titel mocht paars-wit een jaar later deelnemen aan de voorrondes van de Champions League. RSC Anderlecht schakelde in de laatste voorronde FC Porto uit, hoewel het in de thuiswedstrijd al na 7 minuten misliep. Staelens liep samen met Glen De Boeck naar een hoge bal en botste tegen zijn ploegmaat. De Boeck brak zijn neus en werd meteen gewisseld. RSC Anderlecht won de partij uiteindelijk met 1-0 en speelde twee weken later 0-0 gelijk. In de eerste ronde van de Champions League kwam Anderlecht vervolgens terecht in de groep van Manchester United, Dynamo Kiev en PSV. Anderlecht versloeg PSV twee keer en won in eigen huis zowel van Dynamo Kiev als van Manchester United. Vooral de zege tegen Manchester was opmerkelijk. Anderlecht had eerst in Engeland met 5-1 verloren, maar versloeg Manchester nadien in eigen huis met 2-1.

### Oita Trinita
Tijdens de winterstop van het seizoen 2000/01 ruilde Staelens RSC Anderlecht in voor Japan. Hij ging er aan de slag bij tweedeklasser Oita Trinita. De transfer leverde hem 15 miljoen BEF (€ 375.000) aan tekengeld op en een salaris van 10 miljoen BEF (€ 250.000). In september 2001 zat het seizoen erop en zette hij een punt achter zijn spelersloopbaan.

## Interlandcarrière

### Debuut
Staelens maakte zijn debuut voor de Rode Duivels op 26 mei 1990 in een vriendschappelijke partij tegen Roemenië (2-2). Hij moest in dat duel na de eerste helft plaatsmaken voor toenmalig ploeggenoot Jan Ceulemans.
Bondscoach Paul Van Himst nam Staelens mee naar het WK 1994 in de Verenigde Staten. Hij speelde elke wedstrijd mee en werd door de bondscoach op het middenveld geposteerd, naast ploeggenoot Franky Van der Elst. België werd in de tweede ronde uitgeschakeld door Duitsland.

### Patrick Kluivert
Vier jaar later selecteerde Georges Leekens hem voor het WK 1998 in Frankrijk. Staelens speelde een belangrijke rol in de eerste wedstrijd van de groepsfase. De Rode Duivels namen het op tegen Nederland. Staelens, ditmaal in de rol van centrale verdediger, was de bewaker van Patrick Kluivert. Staelens pakte de Nederlandse spits hard aan en kreeg na 20 minuten ook geel voor een stevige tackle op Ronald de Boer. Rond de 80e minuut gingen Staelens en Kluivert verbaal in de clinch. Staelens kreeg van de Nederlander een stevige duw met de elleboog en ging theatraal neer. Scheidsrechter Pierluigi Collina gaf Kluivert een rode kaart. De wedstrijd eindigde op 0-0, het was het eerste van drie gelijke spelen. België mocht na de groepsfase naar huis.
De elleboogstoot van Kluivert kwam er na een provocatie van Staelens. Hij had de Nederlander uitgemaakt voor 'verkrachter', hetgeen verwees naar een verkrachtingszaak uit 1998 waar Kluivert bij betrokken was. De provocatie van Staelens leverde hem in Nederland de reputatie van matennaaier op. Toen hij na het WK met de Rode Duivels opnieuw tegen Oranje speelde, waren de Nederlanders hem duidelijk nog niet vergeten. Dennis Bergkamp maakte een zware overtreding op Staelens, die later in de wedstrijd wraak nam door Bergkamp langs achteren onderuit te tackelen. Het incident leidde tot heel wat heen en weer geduw tussen de spelers van beide teams. Bij de Nederlanders was vooral Staelens de kop-van-jut. Eerder in de wedstrijd had Kluivert ook al gescoord, hij liet de bal toen tergend traag over de doellijn rollen om de Belgen te vernederen. Het geladen duel eindigde uiteindelijk op 5-5.

### Afscheid
Staelens maakte ook deel uit van de selectie die naar Euro 2000 mocht. België en Nederland waren als gastland geplaatst. De Rode Duivels begonnen met een zege op Zweden, maar verloren nadien van Italië en Turkije. België overleefde de groepsfase niet. Staelens speelde elke wedstrijd mee en zette na de laatste wedstrijd, tegen Turkije, een punt achter zijn carrière als international. In totaal speelde hij 70 keer voor de nationale ploeg. Hij was goed voor acht doelpunten.

### Doelpunten
| Interlanddoelpunten | Interlanddoelpunten | Interlanddoelpunten    | Interlanddoelpunten | Interlanddoelpunten | Interlanddoelpunten | Interlanddoelpunten |
| #                   | Datum               | Locatie                | Tegenstander        | Goal(s)             | Uitslag             | Wedstrijd           |
| ------------------- | ------------------- | ---------------------- | ------------------- | ------------------- | ------------------- | ------------------- |
| 1                   | 18/11/1992          | Brussel, België        | Wales               | 53'                 | 2–0                 | WK-kwalificatie     |
| 2                   | 29/03/1997          | Cardiff, Wales         | Wales               | 44'                 | 1–2                 | WK-kwalificatie     |
| 3                   | 07/06/1997          | Brussel, België        | San Marino          | 14'                 | 6–0                 | WK-kwalificatie     |
| 4                   | 07/06/1997          | Brussel, België        | San Marino          | 84'                 | 6–0                 | WK-kwalificatie     |
| 5                   | 06/09/1997          | Rotterdam, Nederland   | Nederland           | 67'                 | 3–1                 | WK-kwalificatie     |
| 6                   | 11/10/1997          | Brussel, België        | Wales               | 5' (pen.)           | 3–2                 | WK-kwalificatie     |
| 7                   | 07/09/1999          | Luik, België           | Marokko             | 9' (pen.)           | 4–0                 | Oefeninterland      |
| 8                   | 03/06/2000          | Kopenhagen, Denemarken | Denemarken          | 53' (pen.)          | 2–2                 | Oefeninterland      |

## Trainer

### Beginjaren
Lorenzo Staelens werd na zijn spelerscarrière jeugdcoördinator bij Excelsior Moeskroen. In 2002, na het vertrek van Hugo Broos, werd hij aangesteld tot hoofdcoach van Moeskroen. Staelens loodste het team naar een teleurstellende 13e plaats, alhoewel hij veel spelers moest missen met blessures in de tweede seizoenshelft. Hij werd na het seizoen opgevolgd door Georges Leekens. Staelens werd nadien opnieuw jeugdcoördinator, tot hij in de clinch ging met voorzitter Jean-Pierre Detremmerie.
In februari 2004 was bekend geraakt dat hij de nieuwe coach van Eendracht Aalst zou worden. Staelens nam in de zomer van 2004 het roer over van trainer Geert Van Roy, maar werd zelf al na 7 speeldagen aan de deur gezet.

### Sportleider
Enkele maanden later, in december 2004, werd hij de nieuwe trainer van eersteprovincialer KBS Poperinge. In februari 2006 werd hij aangeduid als sportleider bij zijn ex-club KV Kortrijk. De eerste maanden combineerde hij die taak met zijn job als trainer van Poperinge. Na het seizoen stapte hij bij Poperinge op zodat hij zich op zijn functie bij tweedeklasser Kortrijk kon focussen. Staelens zette bij Kortrijk Manu Ferrera aan de deur en trok zijn ex-ploegmaat Hein Vanhaezebrouck aan als diens opvolger.

### Assistent-coach
In juni 2007 stapte Staelens op en ging hij aan de slag als hulptrainer. Hij werd de assistent van Dirk Geeraerd bij eersteklasser KSV Roeselare. Een jaar later werd Staelens bij de nationale ploeg genoemd als opvolger van Stéphane Demol. De KBVB dacht aan Staelens als assistent van bondscoach René Vandereycken. Op het einde van het seizoen 2007/08 verliet hij Roeselare dan toch.
Staelens werd in april 2008 bij Cercle Brugge aangesteld als de assistent van zijn ex-ploegmaat Glen De Boeck. Op papier had De Boeck de functie van technisch directeur en was Staelens de hoofdcoach, maar in werkelijkheid was Staelens hulptrainer. Dit kwam doordat De Boeck niet over het diploma beschikte om een Europese licentie af te dwingen. In tegenstelling tot De Boeck had Staelens wel een Pro License-diploma.
In 2010 bereikte Cercle de finale van de Beker van België. Cercle verloor de finale, waarna De Boeck de vereniging inruilde voor Germinal Beerschot. Staelens bleef wel in Brugge en werd de assistent van Bob Peeters.

### Cercle Brugge
Toen Bob Peeters op 27 oktober 2012 ontslagen werd, nam Staelens tijdelijk het roer over. Foeke Booy volgde hem begin november op, maar werd al in april 2013 ontslagen. Staelens maakte het seizoen af als hoofdcoach en zorgde ervoor dat Cercle als winnaar uit play-off III kwam. Met Cercle speelde hij ook de bekerfinale, die met 2-0 verloren ging van Racing Genk. De twee tegendoelpunten vielen pas in de slotminuten van de wedstrijd. In de daaropvolgende weken wist Cercle zich via de eindronde te verzekeren van het behoud.
Ook in het seizoen 2013/14 wist Staelens de vereniging in de hoogste klasse te houden. Desondanks doken in september 2014 de eerste geruchten omtrent een ontslag op. Op 6 oktober 2014, na een 1-0 nederlaag tegen Waasland-Beveren, werd Staelens aan de deur gezet. Cercle stond op dat ogenblik net boven de degradatiezone.

### Assistent van De Boeck
In oktober 2015 begon Staelens als trainer bij vierdeklasser OMS Ingelmunster. Na amper twee weken stapte hij zelf op bij de club. In januari 2016 werd hij bij Royal Excel Moeskroen de assistent van Glen De Boeck, waarmee hij eerder al bij Cercle Brugge samenwerkte. Het duo bleef aan tot december 2016. Staelens volgde De Boeck in november 2017 ook naar KV Kortrijk als assistent. In de zomer van 2018 werd zijn contract echter niet verlengd, terwijl De Boeck wél mocht aanblijven. Later verklaarde Staelens dat Kortrijk hem na zijn eerste contractjaar aan dezelfde bescheiden contractvoorwaarden wilde laten voortwerken, terwijl er na het eerste jaar beterschap was beloofd.
Staelens ging daarop kort weer zijn eigen weg: van november 2018 tot maart 2019 was hij trainer bij Knokke FC, waar zijn zoon Alessio op dat moment speelde. In juni 2019 ging hij een vierde samenwerking aan met Glen De Boeck: hij werd zijn assistent bij KSC Lokeren. Toen De Boeck in november 2019 ontslagen werd, zette de club Staelens eveneens aan de deur.

### Hoek
Medio december 2021 werd Staelens aangesteld als trainer van het Nederlandse HSV Hoek dat uitkwam in de Derde divisie. In mei 2022 verliet hij de club die nog in promotiestrijd was, samen met zijn assistent Gaby Demanet, vanwege het uitblijven van een contractverlenging en ruzie met een deel van de spelersgroep.

## Statistieken
| Seizoen | Club           | Land   | Competitie    | Wed. | Goals |
| ------- | -------------- | ------ | ------------- | ---- | ----- |
| 1987/88 | KV Kortrijk    | België | Eerste Klasse | 32   | 4     |
| 1988/89 | KV Kortrijk    | België | Eerste Klasse | 32   | 7     |
| 1989/90 | Club Brugge    | België | Eerste Klasse | 34   | 4     |
| 1990/91 | Club Brugge    | België | Eerste Klasse | 33   | 4     |
| 1991/92 | Club Brugge    | België | Eerste Klasse | 31   | 5     |
| 1992/93 | Club Brugge    | België | Eerste Klasse | 34   | 7     |
| 1993/94 | Club Brugge    | België | Eerste Klasse | 33   | 12    |
| 1994/95 | Club Brugge    | België | Eerste Klasse | 34   | 16    |
| 1995/96 | Club Brugge    | België | Eerste Klasse | 30   | 12    |
| 1996/97 | Club Brugge    | België | Eerste Klasse | 31   | 8     |
| 1997/98 | Club Brugge    | België | Eerste Klasse | 26   | 6     |
| 1998/99 | RSC Anderlecht | België | Eerste Klasse | 24   | 6     |
| 1999/00 | RSC Anderlecht | België | Eerste Klasse | 29   | 1     |
| 2000/01 | RSC Anderlecht | België | Eerste Klasse | 14   | 3     |
| 2000/01 | Oita Trinita   | Japan  | J-League 2    | 26   | 2     |

## Palmares
| Nationaal                   |    |                                    |
| Belgisch kampioen           | 5x | 1990, 1992, 1996, 1998, 2000       |
| Beker van België            | 3x | 1991, 1995, 1996                   |
| Supercup                    | 6x | 1990, 1991, 1992, 1994, 1996, 2000 |
| Trofee Jules Pappaert       | 1x | 2000                               |
| Sportploeg van het Jaar     | 1x | 2000                               |
| Vriendschappelijk           |    |                                    |
| Brugse Metten               | 5x | 1990, 1992, 1993, 1995, 1996       |
| Individueel                 |    |                                    |
| Gouden Schoen               | 1x | 1999                               |
| Profvoetballer van het Jaar | 1x | 1994                               |